# Oxygen Window
Als Oxygen Window (dt. wörtlich ‚Sauerstofffenster‘), partial pressure vacancy (PPV) oder auch inherent unsaturation bezeichnet man in der Tauchphysiologie die Partialdruckdifferenz von Sauerstoff zwischen arteriellen und zentralvenösen Gefäßen beziehungsweise Körpergeweben. Diese Differenz vergrößert sich bis zu einem gewissen Maximum – welches vom Sauerstoffverbrauch der Gewebe abhängt – durch Erhöhung des Sauerstoffangebots und -drucks. Anschaulich bedeutet dies, dass in allen Körpergeweben – mit Ausnahme der Arterien – stets weniger Sauerstoff enthalten und physikalisch gelöst ist, als in der atmosphärischen Luft selbst, da die Gewebe den Sauerstoff über die Zellatmung verbrauchen. Weil aber der Gesamtdruck eines Gases sich aus den Teildrücken der enthaltenen Gase (Sauerstoff, Stickstoff und Kohlendioxid) zusammensetzt, ist auch der Stickstoffpartialdruck in Körpergeweben niedriger als in den Lungenbläschen. Gleichzeitig wird durch eine Druckerhöhung die Löslichkeit von Gasen in Flüssigkeiten wie Gewebeflüssigkeit und Blut nach dem Gesetz von Henry erhöht. Dieser Sachverhalt veranlasst insbesondere  technische Taucher auf 6 Meter Wassertiefe mit 100-prozentigem Sauerstoff die letzte Stufe der Dekompression durchzuführen, da damit auch die Abgabe von Stickstoff und Kohlenstoffdioxid aus dem Körpergewebe beschleunigt wird.
Damit sind das Oxygen Window und Henry-Gesetz die Grundlagen für die Sauerstofftherapie als hyperbare Oxygenierung bei der Dekompressionskrankheit.
Bei Standarddruck beträgt das Oxygen Window etwa 72 mbar (54 mmHg/Torr); der Gasdruck in Körpergeweben und Venen liegt bei 941 mbar (706 mmHg/Torr).

## Geschichte
Der Begriff Oxygen Window wurde im Jahr 1967 durch Albert R. Behnke geprägt, während eine Arbeitsgruppe um Van Liew zwar schon 1965 Studien zu diesem Thema durchführte, aber die Differenz mit partial pressure vacancy (PPV) bezeichnete.
Die klinische Bedeutung des Oxygen Windows wurde später durch Sass nachgewiesen.